# Омикудзи
Омикудзи (яп. 御神籤) — популярное японское гадание, практикующееся в синтоистских и буддийских храмах.

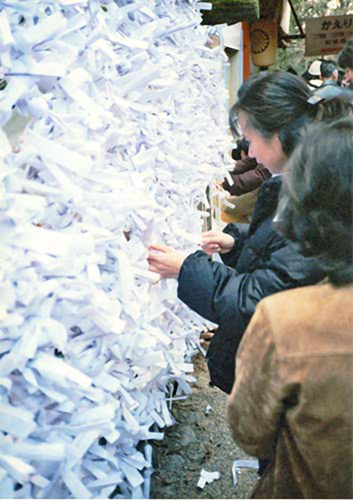
Люди привязывают омикудзи в синтоистском святилище Касуга-тайся

Первоначальная форма данного гадания предполагала, что человек должен записать на нескольких бумажках возможные варианты решения своей проблемы. Затем он должен выбрать одну из них, не глядя. Как считается, выбором человека при этом руководит ками или бодхисаттва.
Наиболее популярный сегодня вариант гадания несколько отличается. Он предполагает выбор вариантов от «большой удачи», до «без удачи». Варианты неудачи в большинстве святилищ исключаются, дабы не распугать прихожан. Рекомендации по дальнейшим действиям печатаются на пронумерованных бумажках. Далее гадающему остается вытрясти палочку с номером и получить бумажку с соответствующим гаданием. По прочтении она привязывается на специальный стенд или ветку священного дерева (часто привязывают только неудачные омикудзи). Во многих мелких святилищах данный процесс автоматизирован благодаря специальным гадальным автоматам, продающим удачу.